# Pierre Mouret
Pour les articles homonymes, voir Mouret.
Pierre Michel Mouret (ou Mourette) est un architecte français du XVIIIe siècle né à Moussy-le-Vieux, près de Meaux en Seine-et-Marne.

## Biographie
Fils de Jean Mouret, jardinier, et de sa femme, née Noëlle Mauberger, Pierre Mouret a été actif en France et en Espagne entre 1735 et 1770 environ.
En 1730, Mouret est chargé de préparer une illumination de l'hôtel de Bouillon, quai Malaquais à Paris. Il construit ensuite deux usines : la manufacture du Bon-Teint à Saint-Denis (1736-1737) et la manufacture royale de rubans à La Villette (1746-1747).
Il se livre ensuite à de nombreux travaux de modernisation et de mise au goût du jour d'hôtels particuliers du faubourg Saint-Germain et construit également quelques « maisons de campagne » en dehors de Paris.

## Principales réalisations
- Château de Bagatelle, dans le bois de Boulogne, pour le maréchal d'Estrées (ce château précéda le pavillon actuel) (vers 1720 ?).
- Manufacture du Bon-Teint à Saint-Denis (1736-1737).
- Transformation de l’hôtel de La Tour d'Auvergne, 28 rue Saint-Dominique, Paris (1739-1740).
- Hôtel de Bauffremont, rue Taranne, Paris (1743).
- Maître-autel de la cathédrale de Reims (1744).
- Manufacture royale de rubans à La Villette (1746-1747).
- Construction d'une aile et travaux de décoration à l’hôtel de Soyecourt, 51 rue de l'Université, Paris (1749-1751).
- Hôtel-Dieu de Madrid, Espagne (1751).
- Hôtel de Broglie, 73 rue de Varenne, à Paris (1752).
- Transformation du décor intérieur de l’hôtel de Seignelay, rue de Lille, Paris (1752-1756).
- Hôtel d'Estiaux, 1 rue de Lille (angle de la rue des Saints-Pères), Paris (1753).
- Travaux au Grand hôtel Colbert, rue Neuve des Petits-Champs, Paris (1757).
- Travaux à l’hôtel de Seignelay et l’hôtel de Montmorency, 45 et 51 rue Saint-Dominique, Paris (1768).
- Château de Nanteuil-le-Haudouin, pour le maréchal d'Estrées.
- Maison à Mareuil-lès-Meaux, pour le maréchal d'Estrées.
- Château de Rosnay en Champagne, pour le président de Metz.
- Maison de campagne pour la marquise de Lambert.
- Décoration du château de Scey-sur-Saône-et-Saint-Albin en Franche-Comté pour la famille de Bauffremont (détruit).